# 岡崎誠也
岡﨑 誠也（おかざき せいや、1953年（昭和28年）3月17日 - ）は、日本の政治家。元高知県高知市長（5期）。国民健康保険中央会会長。

## 来歴
高知県宿毛市出身。高知学芸高等学校卒業。1975年（昭和50年）3月、青山学院大学経済学部卒業。同年4月、高知市役所に入庁。
2003年（平成15年）10月、高知市役所産業振興部副部長・産業振興部産業政策課長事務取扱を最後に高知市役所を退職。松尾徹人の高知県知事選挙転出に伴って11月30日に行われた高知市長選挙に立候補。民主党・社民党の推薦と公明県本部の支持を受けて初当選した。
2004年（平成16年）、全国市長会副会長に就任。
2007年（平成19年）、自民党、民主党、公明党、社民党推薦で立候補し再選。
2008年（平成20年）、全国市長会副会長に就任。2009年（平成21年）、全国市長会理事・高知県市長会会長に就任。
2011年（平成23年）、民主党、自民党、公明党、社民党推薦で立候補し3選。
2015年（平成27年）、自民党、民主党、公明党、社民党推薦で立候補し4選。
2018年（平成30年）7月16日、明治維新150年・板垣退助第百回忌法要が板垣退助の生誕地である高野寺で挙行された際、板垣退助の子孫らが臨席する中、高知県の政界人を代表して弔辞を奉読。
2019年（令和元年）、立憲民主党高知県連、国民民主党、社民党推薦で立候補。元自民党県議の久保博道、元自民党市議の浜口卓也、元共産党市議の岡田泰司ら4人の候補を破り5選。自民、公明両党は支持候補を一本化できず自主投票となった。
2023年（令和5年）の市長選挙では立憲・国民・社民3党が推薦したほか日本共産党からも支援を受け6選を目指したが、自民・公明両党の推薦を受けた元県議会議員の桑名龍吾に約2000票差の接戦の末敗れ落選。岡崎は過去には自民党から推薦を受けたこともあったが、元自民党県議の桑名が早くから出馬表明したことで保守系の後援者の多くが桑名支援に回った。また、同日投開票の高知県知事選で岡崎が共産党推薦候補の決起集会に出席したため、現職の浜田省司知事が「喉元にあいくちを突きつけられた思いだ」と岡崎を批判し、桑名支持を表明するなど保守層の切り崩しや多選への批判が敗因となった。

## 市政
- 2020年（令和2年）2月3日、高知市役所の新庁舎が全面開庁した[10]。
- 2020年（令和2年）2月14日、LGBTなど性的少数者のカップルが婚姻に相当する関係にあると認める「パートナーシップ宣誓制度」の創設を求め、NPO団体「レインボー高知」が岡崎に請願署名1,725人分を提出[11]。これを受けて同年9月9日、同制度を2021年（令和3年）2月に導入する意向を表明した[12]。
- 2020年（令和2年）5月18日、新型コロナウイルス感染症の拡大を受け、国の支援から漏れる中小企業や個人事業主に対する市独自の支援策を発表した。売り上げの減少幅が前年同月比で20％以上50％未満だった中小企業に20万円、個人事業主に10万円を支給する。また自身と副市長の7月から12月までの月額給与を10％カットすると発表した[13]。

## 不祥事
公職選挙法違反
2016年（平成28年）3月11日、前年の市長選の政治資金収支報告書に、ポスター張りの報酬を運動員の高知県議や市議に支払ったと記載した問題で、高知県警に公職選挙法違反（買収および利害誘導）の疑いで、市長や議員、陣営の出納責任者ら計8人が書類送検された。市長選で当選するため、ポスター張りの報酬として1人当たり3千～9千円を支払い、県議2人と市議3人は受け取った疑い。陣営は、報酬はポスター張りをした議員の妻や支援者らに支払ったが報告書には議員の名前が記載された、とし、報告書を訂正した。
スピード違反
2019年（令和元年）9月22日、墓参りのため高知市の自宅から宿毛市に車で向かう途中、制限速度を29キロ超過する違反をしたとして県警に摘発された。当日は秋の交通安全運動の期間中だった。同年10月2日、自らを減給40％2カ月の処分とする議案を市議会に提出し、全会一致で可決された。